# Онна
Онна (яп. 恩納村 Онна-сон) — село в Японии, находящееся в уезде Кунигами префектуры Окинава. Площадь села составляет 50,87 км², население — 10 071 человек (1 августа 2014), плотность населения — 197,98 чел./км².

## Географическое положение
Село расположено на острове Окинава в префектуре Окинава региона Кюсю. С ним граничат города Наго, Окинава, Урума, посёлок Кин и сёла Гинодза, Йомитан.

## Население
Население села составляет 10 071 человек (1 августа 2014), а плотность — 197,98 чел./км². Изменение численности населения с 1980 по 2005 годы:
| 1980 | 8013 чел. |  |
| 1985 | 8268 чел. |  |
| 1990 | 8486 чел. |  |
| 1995 | 8685 чел. |  |
| 2000 | 9064 чел. |  |
| 2005 | 9635 чел. |  |

## Символика
Деревом села считается Garcinia subelliptica.